# Leone di Nemea
Leone di Nemea (in greco antico: Νεμέος λέων?, Neméos léōn) o Leone Nemeo, è una creatura della mitologia greca.

## Aspetto
Il mito parla di un enorme leone che tormentava la popolazione di Nemea, la cui pelliccia era impenetrabile dalle armi, in quanto non poteva essere ferita da ferro, bronzo o dalla pietra ed era necessaria la sola forza della mano umana per la sua sottomissione.

## Genealogia
Secondo Esiodo era figlio di Ortro e Chimera oppure, secondo Apollodoro, era figlio di Tifone, mentre Igino scrive che sia figlio di Selene.
Per Esiodo anche la Sfinge sarebbe nata dai suoi stessi genitori (Ortro e Chimera) e i due sarebbero così fratelli.

## Mitologia
Il leone apparteneva ad Era che lo aveva cresciuto sulle colline attorno alla città di Nemea e luogo dove terrorizzava ed assaliva la gente.
Fu cacciato ed ucciso da Eracle che, giunto nei pressi della sua dimora, cercò invano di trafiggerlo usando arco e frecce ma, avendo la pelliccia invulnerabile ne fu protetto e non subì ferite. Da Eracle fu poi aggredito a colpi di clava e per difendersi fuggì in una caverna con due uscite, che fu però bloccata dall'avversario che poi continuò ad assalirlo entrando dall'altra parte. Intrappolato, fu poi raggiunto e cinto al collo con un braccio per essere soffocato fino alla morte. Eracle poi se lo caricò sulle spalle e lo portò a Cleone.
In seguito Eracle scuoiò il leone ed utilizzò per se stesso la pelliccia, ottenendo una difesa invincibile contro i nuovi pericoli che avrebbe affrontato.
Il leone Nemeo fu posto da Zeus tra i segni dello zodiaco, dove formò la costellazione del leone.
Igino aggiunge che già a quei tempi si pensava che il leone fosse il re degli animali e che per questo motivo sia stato messo tra le stelle.

## Altre versioni

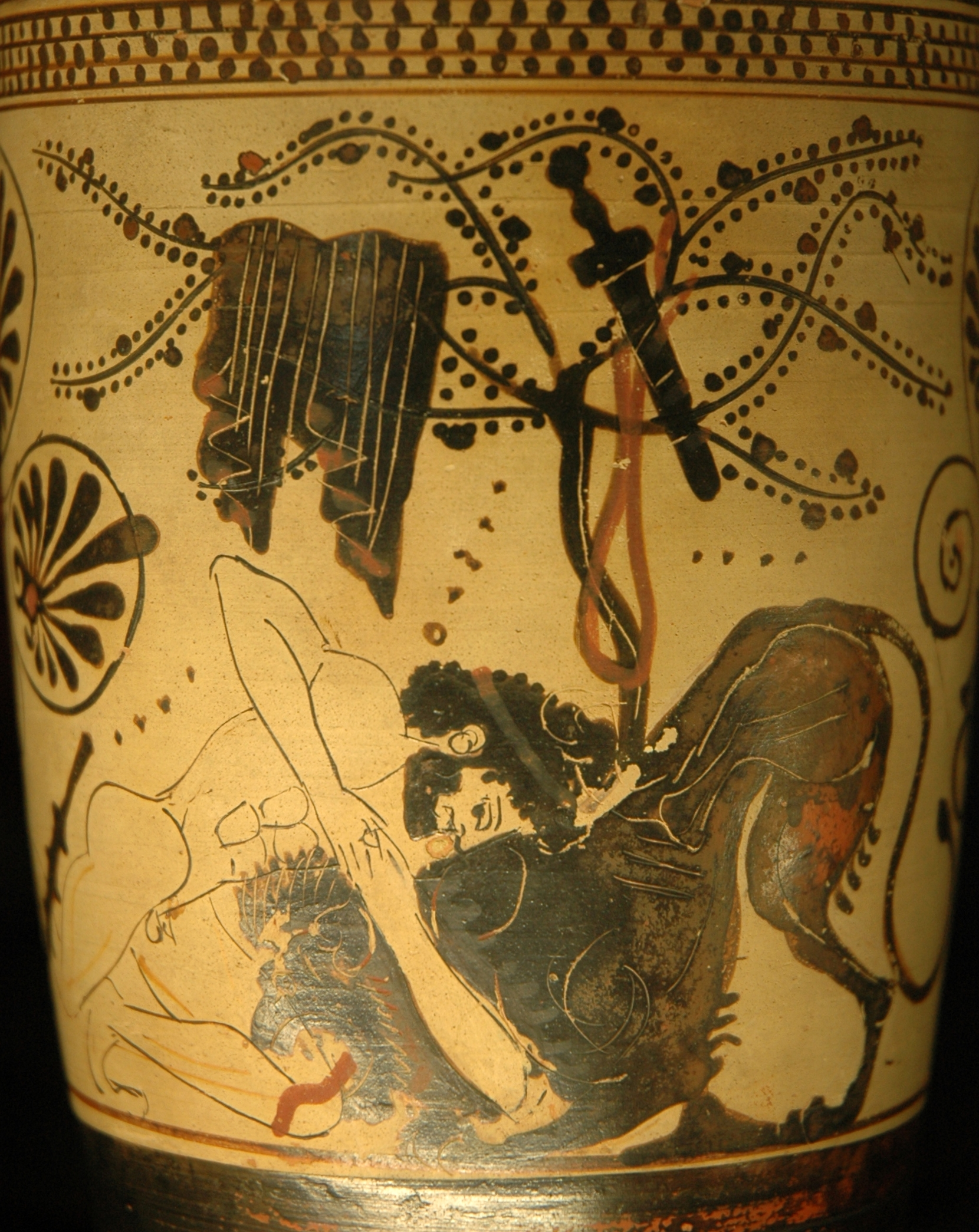
Eracle combatte contro il leone di Nemea, lekythos attico su sfondo bianco, del pittore del Diosfo, circa 500-475 a.C. Parigi, Musée du Louvre.

Alcuni dicono anche che l'accaduto del leone sia successo a Caudium nel Sannio caudino, odierna Montesarchio, in una delle grotte del Taburno.